# Cabinet Ehard IV

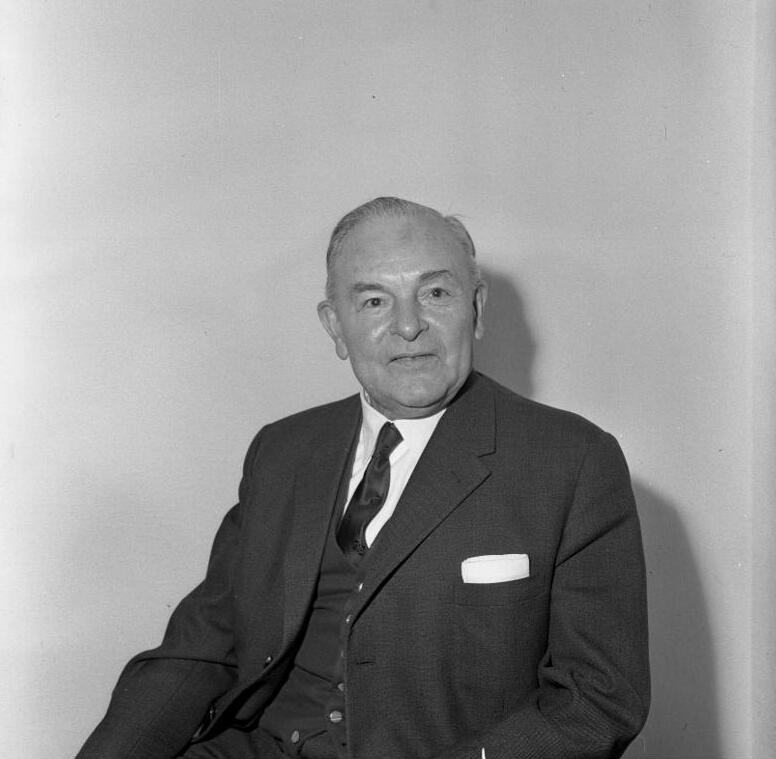
Photo de Hans Ehard.

Le quatrième cabinet de Hans Ehard était le gouvernement du Land de Bavière du 26 janvier 1960 au 11 décembre 1962, ce qui en fait le neuvième gouvernement fédéré bavarois d'après-guerre.
Dirigé par le chrétien-social Hans Ehard, il était soutenu par une coalition entre l'Union chrétienne-sociale en Bavière (CSU), le Parti libéral-démocrate (FDP) et le Bloc des réfugiés (GB/BHE).

## Composition
| Fonction                                       | Titulaire | Titulaire        | Parti  | Secrétaire d'État                               |
| ---------------------------------------------- | --------- | ---------------- | ------ | ----------------------------------------------- |
| Ministre-président                             |           | Hans Ehard       | CSU    | Franz Heubl directeur de la chancellerie d'État |
| Vice-ministre-président Ministre des Finances  |           | Rudolf Eberhard  | CSU    | Franz Lippert (de)                              |
| Ministre de l'Intérieur                        |           | Alfons Goppel    | CSU    | Heinrich Junker                                 |
| Ministre de la Justice                         |           | Albrecht Haas    | FDP    | Josef Hartinger                                 |
| Ministre de l'Économie et des Transports       |           | Otto Schedl      | CSU    | Willi Guthsmuths                                |
| Ministre de l'Agriculture et des Forêts        |           | Alois Hundhammer | CSU    | Erich Simmel                                    |
| Ministre de l'Enseignement et de la Culture    |           | Theodor Maunz    | CSU    | Fritz Staudinger                                |
| Ministre du Travail et de l'Assistance sociale |           | Walter Stain     | GB/BHE | Paul Strenkert                                  |